# Trädminörspindel
Trädminörspindel (Hadronyche formidabilis) är en spindel från Australien som tillhör familjen trattminörspindlar. Den beskrevs vetenskapligt första gången år 1914 av entomologen William Joseph Rainbow, som då placerade den i släktet Atrax, men nu anses arten tillhöra släktet Hadronyche.
Trädminörspindeln hör till de giftigaste trattminörspindlarna och dess gift är potentiellt dödligt för människor.

## Kännetecken
Trädminörspindels hona blir omkring 45 millimeter lång och hanen omkring 23 millimeter. Den är som namnet antyder en typiskt trädlevande art som ofta håller till i hålor i murkna trädstammar, vilket skiljer den från en annan närbesläktad art, Hadronyche infensa, som främst är marklevande. Det är annars mycket svårt för andra än experter att skilja dessa båda arter åt, då de är mycket lika till utseendet, särskilt honorna. Hanarna skiljer sig något mer tydligt åt, genom att trädminörspindels hane har en tornartad utväxt på tibia på det andra benparet, vilket hanen av Hadronyche infensa saknar.

## Utbredning
Trädminörspindeln förekommer i delstaterna Queensland och New South Wales. Dess habitat är framför allt regnskogsområden, men den förekommer även i andra typer av skogsmarker som får tillräckligt med nederbörd. Den är i allmänhet mycket mindre vanlig än sin nära släkting Hadronyche infensa.

## Levnadssätt
Trädminörspindel är nattaktiv och hanarna söker efter honor från sent i oktober till tidigt i februari, ofta i samband med eller efter regn. Dagarna tillbringar de på något mörkt, fuktigt och skyddat ställe. Den är känslig för alltför torra förhållanden och klarar sig vanligen inte någon längre tid om den kommer in i hus och andra byggnader. Om spindel hotas intar den försvarsställning och droppar av gift utsöndras från giftkäkarna, men den hoppar inte.
Livslängden för honorna kan uppgå till 5-10 år, medan hanarnas livslängd efter könsmognaden är kort.